# كفرصير
كفرسير أو كفرصير هي إحدى القرى اللبنانية من قرى قضاء النبطية في محافظة النبطية. تبعد عن العاصمة بيروت 58 كلم، ويبلغ ارتفاعها عن سطح البحر 503 متر. عدد سكانها 5008 نسمة بينهم 2500 ناخب، أما عدد المغتربين فيبلغ 1000 مغترب معظمهم في كندا وأميركا والخليج العربي. تشتهر البلدة بزراعة التبغ والحبوب وببعض الصناعات المحلية. من أهم معالمها الأثرية هي قلعة العبر وهي قلعة أثرية يعود بناؤها إلى حقبة تاريخية قديمة، كما تنتشر في البلدة العديد من المنتزهات السياحية. تأسس أول مجلس بلدي فيها سنة 1963 وكان برئاسة محمد رزق.

## التسمية
يحتمل أن يكون اسم كفرصير سريانياً حديثًا، فكلمة (سير) تعني الجرة. أما بالصاد فيعني الرسول المبعوث، وكفر تعني قرية. وعليه يكون المعنى قرية الرسول.

## التعليم والمدارس
تحوي كفرصير على ثلاث مؤسسات تربوية وهي المدرسة الرسمية (متوسطة مختلطة)، والمهنية الرسمية، ومدرسة الآفاق (مدرسة خاصة- متوسطة)
كان من أوائل من علّم في كتّاب بلدة كفرصير الشيخ محمد علي عواضة في نهاية العهد التركي حيث كان يأخذ 100 قرش تركي عن كل ولد (مقابلة في مجلة النادي العام 1973م)، كذلك الشيخ محمد صالح ريحان في نهاية القرن التاسع عشر ومطلع القرن العشرين وأعقبه ابنه الشيخ أسد الله ريحان الذي كان لديه معرفة جيدة باللغة العربية وآدابها وكذلك الحساب. ثم أصبح معلماً متدرجاً في مدرسة كفرصير الرسمية التي افتتحت أبوابها في العام 1892م. من صفين ابتدائيين، واستمر بالتدريس لغاية العام 1930م (تاريخ إقفال المدرسة من قبل وزارة المعارف) ثم عادت وزاولت نشاطها العام 1932م من دون الشيخ أسد الله الذي لم يكن لديه إلمام باللغة الفرنسية (الشرط المطلوب لكي يتثبت كوكيل معلم). ثم افتتح ابنه الشيخ خليل مدرسة ابتدائية خاصة في البلدة لتعليم الناشئة كذلك درس في القرى المجاورة.
بدأ التدريس في البلدة من خلال غرفتين بجانب الحسينية لغاية فترة الخمسينيات التي لم تكتمل المرحلة الابتدائية خلالها، وقد تناوب على التعليم كل من المعلمين المنفردين: أحمد غربية (النبطية)، جعفر عز الدين، نزيه الخطيب (برجا)، محمد رمال (الدوير)، سامي علوش (دير الزهراني). وكان من أوائل من نال شهادة السرتفيكا من أبناء البلدة كل من رياض سكافي، أديب سبيتي، محمد رزق، والشيخ أمين قميحة، ولكن من مدرسة النبطية في مطلع الأربعينيات. ثم استؤجرت فيما بعد عدة غرف لاستيعاب الطلاب إلى أن تم بناء مدرسة ابتدائية كاملة في العام 1961م على أرض تبرع بها عادل عسيران وعلى نفقة الأهالي لكل من طلاب بلدتي كفرصير والقصيبة. وكانت أول دفعة سرتفيكا في العام 1962م. وأول دفعة بريفيه في العام الدراسي 1967/1968م.

## جمعيات ونوادي في كفرصير
- النادي الثقافي الاجتماعي - كفرصير: تأسس عام 1971 ميلادي.
- الجمعية التعاونية الإنتاجية في بلدة كفرصير
- رابطة كفرصير: تأسست عام 1953
- نادي الرسالة الرياضي- كفرصير

وكان لتأسيس الرابطة الخيرية لشباب كفرصير في العام 1953م دور هام في تحسين أوضاع البلدة على مختلف الصعد عبر أجيالها المختلفة، كذلك كان لدخول الأحزاب الوطنية دور معاضد لهذه المهمة حتى أصبحت بلدة كفرصير مختلفة كلياً عن قرى مجاورة لها، بل إنها أصبحت تعتبر بمثابة «المحور» لبلدات القاقعية وصير الغربية والقصيبة وبريقع وعدشيت، لجهة انفتاحها الثقافي وتخليها عن التعصب السياسي والعائلي.

## أعلام
- حسن سعيد مشيمش: رجل دين مسلم شيعي إثنا عشري.